# Elizabeth Potter
Elizabeth Potter (conocida como Beth Potter; Glasgow, 27 de diciembre de 1991) es una deportista británica que compite en atletismo, triatlón y duatlón.
Participó en dos Juegos Olímpicos de Verano, obteniendo dos medallas de bronce en París 2024, en las pruebas individual y de relevo mixto de triatlón; además, en Río de Janeiro 2016 disputó la carrera atlética de 10 000 m.
Ganó dos medallas en el Campeonato Mundial de Triatlón, en los años 2023 y 2024, una medalla de oro en el Campeonato Europeo de Triatlón de 2019 y dos medallas en el Campeonato Mundial de Triatlón de Velocidad, en los años 2022 y 2023. Además, obtuvo una medalla de plata en el Campeonato Europeo de Duatlón de 2020.

## Palmarés internacional
| Juegos Olímpicos   | Juegos Olímpicos      | Juegos Olímpicos  | Juegos Olímpicos |
| Año                | Lugar                 | Medalla           | Prueba           |
| ------------------ | --------------------- | ----------------- | ---------------- |
| 2024               | París (Francia)       | Medalla de bronce | Individual       |
| 2024               | París (Francia)       | Medalla de bronce | Relevo mixto     |
| Campeonato Mundial |                       |                   |                  |
| Año                | Lugar                 | Medalla           | Prueba           |
| 2023               | Pontevedra (España)   | Medalla de oro    | Individual       |
| 2024               | Torremolinos (España) | Medalla de plata  | Individual       |
| Campeonato Europeo |                       |                   |                  |
| Año                | Lugar                 | Medalla           | Prueba           |
| 2019               | Weert (Países Bajos)  | Medalla de oro    | Individual       |

| Campeonato Mundial | Campeonato Mundial  | Campeonato Mundial | Campeonato Mundial |
| Año                | Lugar               | Medalla            | Prueba             |
| ------------------ | ------------------- | ------------------ | ------------------ |
| 2022               | Montreal (Canadá)   | Medalla de bronce  | Individual         |
| 2023               | Hamburgo (Alemania) | Medalla de plata   | Individual         |

| Campeonato Europeo | Campeonato Europeo    | Campeonato Europeo | Campeonato Europeo |
| Año                | Lugar                 | Medalla            | Prueba             |
| ------------------ | --------------------- | ------------------ | ------------------ |
| 2020               | Punta Umbría (España) | Medalla de plata   | Individual         |